# Marius Rodrigo
Pour les articles homonymes, voir Rodrigo.

a Compétitions nationales et continentales officielles uniquement.

b Matchs officiels uniquement.
Dernière mise à jour le 25 octobre 2023.
Mariano Rodrigo, connu sous le nom de Marius Rodrigo, né le 16 mars 1908 à Mauléon-Licharre (Basses-Pyrénées) et mort le 23 novembre 1989 à Pau, est un joueur international français, entraîneur et dirigeant de rugby à XV.
Figure historique du SA Mauléon, Rodrigo est le seul joueur à avoir été international tout en étant membre du club. Le stade de Mauléon porte son nom en son hommage.

## Biographie
Marius Rodrigo naît le 16 mars 1908 à Mauléon-Licharre dans les Basses-Pyrénées.

### Carrière de joueur
Formé au SA Mauléon, Rodrigo rejoint le Stade bordelais en 1928 lorsqu'il effectue son service militaire à Bordeaux,. Là-bas, il se fait remarquer par les sélectionneurs nationaux.
Il retourne à Mauléon en 1930. Il y évolue principalement en troisième ligne, et est un opposant craint par ses adversaires.
Marius Rodrigo, a accumulé un total de deux sélections avec l'équipe de France.
À la suite de forfait de Majérus, il fait ses débuts avec l'équipe nationale le 1er janvier 1931 lors d'un match contre l'Irlande disputé au stade olympique Yves-Du-Manoir.
Il dispute sa seconde rencontre au St Helens Rugby and Cricket Ground de Swansea face au pays de Galles. Rodrigo évolue comme pilier au sein d'une première ligne entièrement basco-béarnaise, avec Robert Scohy sous les couleurs du Bordeaux Étudiants Club et Jean Duhau au Stade bordelais.

### Après carrière et décès
Après sa carrière de joueur, il devient entraineur du SA Mauléon.
Marius Rodrigo devient président du SA Mauléon après une vingtaine d'années passées en tant qu'entraîneur du club.
De plus, il est le propriétaire d'un magasin de spiritueux à Mauléon.
Il décède le 23 novembre 1989 à Pau à l'âge de 81 ans.
Depuis le 29 décembre 1991, le stade de Mauléon, le stade Marius-Rodrigo porte son nom.